# プロギムナジウム
プロギムナジウム  (Progymnasium) とは、一般的には特殊な形態のギムナジウムを指す。ドイツ語圏では ウンターギムナジウム  (Untergymnasium) とも呼ぶ。この用語は、国によって意味が異なる。

## 語源
名称は、「前」を意味するラテン語の接頭辞 「pro- 」と古代ギリシアのギュムナシオン 「gymnásion」 に由来する。ドイツ語圏で使用される「Untergymnasium」の語における接頭辞 「unter- 」は、ドイツ語で「下」を意味し、英語の接頭辞 「under- 」と同義である。

## ドイツ
ドイツの中等教育機関は、職業教育を受け持つ実科学校や基幹学校の他に、日本の普通科の中高一貫校に近いギムナジウムが存在する。ドイツでは4学年制の初等教育を終了後、地元の4学年制または6学年制の前期中等教育機関であるプロギムナジウムに通うか前後期の中等教育合わせて10学年制のギムナジウム (voll ausgebauten Gymnasium) に進学する。プロギムナジウムに通うことを選択した生徒はプロギムナジウムの卒業年次に近隣の（大学進学用の）後期中等教育機関のギムナジウム (Gymnasiale Oberstufe) か日本の実業高校に相当するギムナジウム (beruflichen Gymnasium) に入学する為に、在籍していたプロギムナジウムの通知表である学校レポート (Schulzeugnis) を転校証明書として提出して進学する。
プロギムナジウムの利点は規模が小さいことであり、大抵の場合、250人を超えることはない。
プロギムナジウムは通常、通学時間を短くして学校の通学が容易にしたい地方の小さな町でよく見られる。いくつかのプロギムナジウムは、上級学校である10学年制のギムナジウムへの転換を図っており、一部はその移行を済ましている。

## スイス
スイスでは、カントンと呼ばれる強い自治権を持った州から構成される連邦国家であるが、スイスの義務教育期間における中等教育機関でカントンが運営主体である前期中等教育を行なう公立学校をプロギムナジウムと呼んでいる。

## オーストリア
オーストリアでは4学年制の初等教育を終えると、大学進学を目指す学生が通うAHS (Allgemeinbildende höhere Schule) と進学を特に目指している訳ではない学生が通うNMS (Neue Mittelschule) に進路が分かれるが、AHSのことをギムナジウムと呼ぶこともある。そして、AHSは最初の前期中等教育機関4学年制の教育を受けた後、後期中等教育機関4学年制か職業教育に進む道を選択する。前期中等教育機関4学年制をプロギムナジウムまたはウンターギムナジウムと呼び表すことがある。(例:ドイツ語版:『Gymnasium Dachsberg』記事中の「Untergymnasium 」の記述。)

## リトアニア
リトアニアでは、4学年制の初等教育終了後、4学年制または6学年制のプロギムナジウムに通う。プロギムナジウムの学業終了後、ギムナジウムに進学するか職業教育を受ける道に進むかの選択をする。

## リヒテンシュタイン
リヒテンシュタインでは、理論上の学齢の12歳から16歳までの4学年を対象とした前期中等教育機関をウンターギムナジウムまたは「Sekundarstufe I 」と呼んでいる。ちなみに、理論上の学齢の16歳から20歳までの4学年を対象とした後期中等教育機関をオーバーギムナジウム (Obergymnasium ) または「Sekundarstufe II 」と呼ぶ。

## ロシア

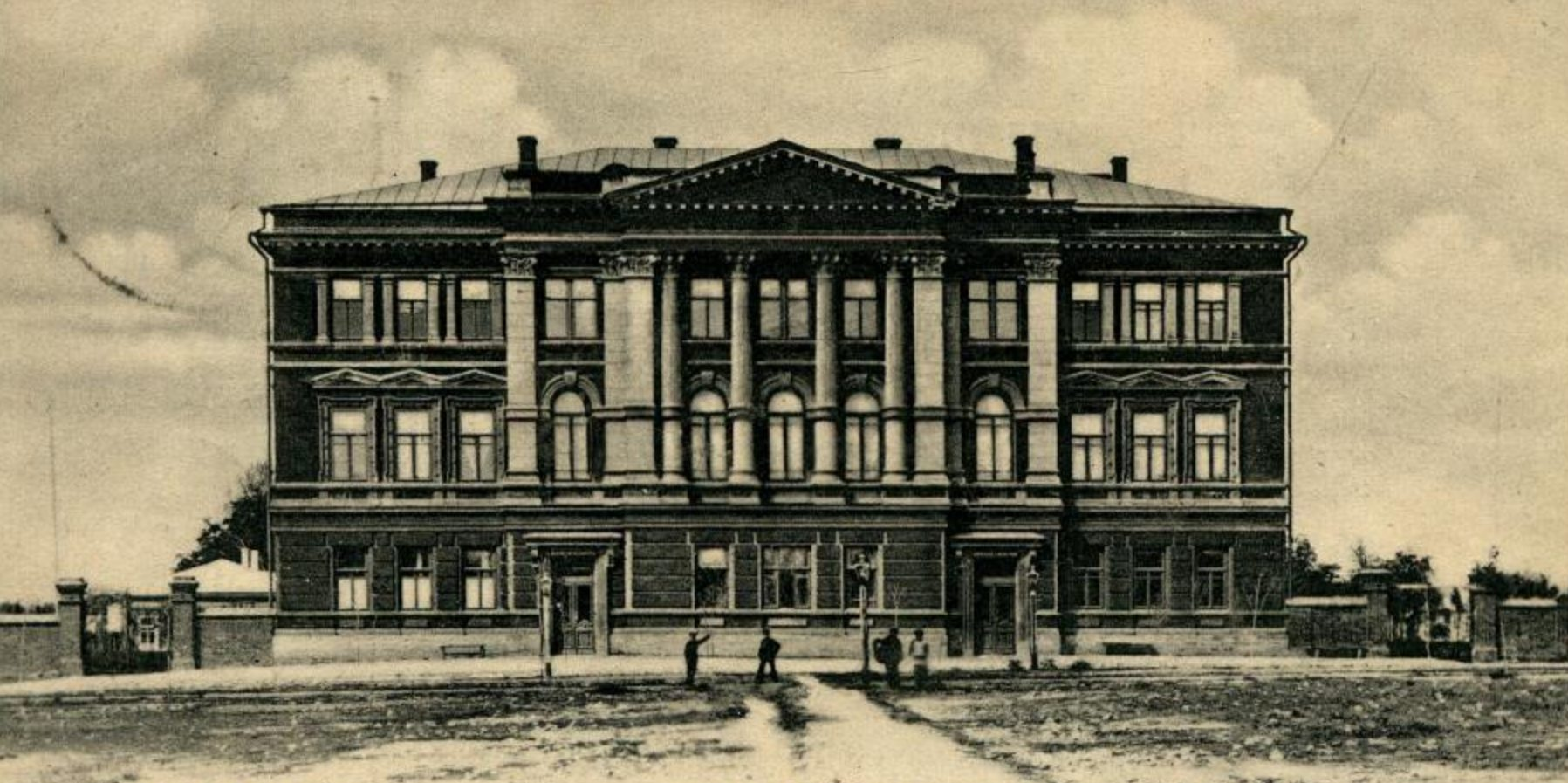
タガンログにあった4学年制女子校のプロギムナジウム。(1900年)

プロギムナジウムは、帝政ロシア時代の一般的な教育機関であり、ギムナジウムの前期4学年に対応する4学年制（それほど多くはないが6学年制）の中等教育を行なっていた。ギムナジウムが設置されていない都市に設立された。男子校や女子校、士官候補生学校への入学の準備をする為の少年用の下級軍事学校の場合もあった。卒業生には、小学校教師の資格と官等表の試験を受ける権利が与えられた。
20世紀末から21世紀初期にかけて、NIS諸国の中の一部の国で、教育機関としてのプロギムナジウムが復活した。
ロシア連邦において、プロギムナジウムは4歳から10歳までの幼稚園児と小学生に該当する年齢の児童の為の一般的な教育機関の一形態となっている。
現在、200以上のプロギムナジウムが存在するという。
ちなみに、プロギムナジウムはロシア語で「プロギムナージヤ」 (ロシア語: Прогимназия) と発音する。